# Loudness
Loudness este o formație de muzică heavy metal japoneză, formată în Osaka, în anul 1981 de chitaristul Akira Takasaki. 

## Membri
- Minoru Niihara - voce
- Akira Takasaki - chitară
- Masayoshi Yamashita - chitară bas
- Masayuki Suzuki - baterie

Foști membri
- Mike Vescera – vocal (1989–1991)
- Masaki Yamada – vocal (1991–2000)
- Taiji Sawada – chitară bas, voce de fundal (1992–1993)
- Hirotsugu Homma – baterie (1994–2000)
- Naoto Shibata – chitară bas, voce de fundal (1994–2000)
- Munetaka Higuchi – baterie (1981–1993, 2000–2008)

## Discografie

### Albume de studio
- The Birthday Eve (1981)
- Devil Soldier (1982)
- The Law of Devil's Land (1983)
- Disillusion (1984)
- Disillusion (1984) - English version
- Thunder in the East (1985) No. 74 (US)
- Shadows of War (1986)
- Lightning Strikes (1986) - U.S. Remix of Shadows of War  No. 64 (US)
- Hurricane Eyes (1987) No. 190 (US)
- Hurricane Eyes (1987) - Japanese Version
- Soldier of Fortune (1989) No. 18 (JPN)
- On the Prowl (1991) No. 7 (JPN)
- Loudness (1992) No. 2 (JPN)
- Heavy Metal Hippies (1994) No. 29 (JPN)
- Ghetto Machine (1997) No. 65 (JPN)
- Dragon (1998) No. 49 (JPN)
- Engine (1999) No. 48 (JPN)
- Spiritual Canoe (2001) No. 20 (JPN)
- Pandemonium (2001) No. 27 (JPN)
- Biosphere (2002) No. 45 (JPN)
- Terror (2004) No. 88 (JPN)
- Racing (2004) No. 60 (JPN)
- Breaking the Taboo (2006) No. 129 (JPN)
- Metal Mad (2008) No. 51 (JPN)
- The Everlasting (2009) No. 42 (JPN)
- King of Pain (2010) No. 21 (JPN)
- Eve to Dawn (2011) No. 36 (JPN)
- 2012 (2012) No. 33 (JPN)
- The Sun Will Rise Again (2014)
- Rise to Glory (2018)